# اينار وانغ
اينار وانغ (بالنرويجية البوكمول: Einar Wang)‏ هو سياسي نرويجي، ولد في 5 نوفمبر 1855، وتوفي في 2 مارس 1939. حزبياً، نشط في حزب المحافظين. وقد انتخب عضو برلمان النرويج ‏.